# 大野柚布子
大野 柚布子（おおの ゆうこ、1993年11月2日 - ）は、日本の女性声優。愛知県名古屋市出身。マウスプロモーション所属。

## 来歴
高校2年生の時、担任の先生に「この先ご飯を食べていく術を、人一倍真剣に考えろ」と言われ人生の危機を感じなにか無いかと考えた末、アニメが好きだったことを思い出す。名古屋市に住んでいたが上京を決意。
2013年に上京後、日本工学院専門学校の演劇科に入学。そこでお芝居が面白いなと感じ真剣に目指そうと思う。2015年にはマウスプロモーション附属俳優養成所の養成所生となった。
2017年4月1日、マウスプロモーション所属となった。
2018年11月7日、健康上の理由により治療に専念するため一時休業することをマウスプロモーションを通して発表。このため、同年11月25日に出演予定だったイベント『魔法少女サイトMagical festa. ～私たちは不幸じゃない～』も欠席となった。翌2019年1月7日、治療の経過を見ながら仕事に復帰することを発表した。
2024年10月31日、無期限の活動休止をマウスプロモーションの公式サイトと自身のXで発表。理由については「プライベートな事なので詳細は差し控えさせていただきますが、皆様にご心配をおかけするようなことではございません」としている。

## 人物
- 好きな食べ物はゆずポン酢[8]、嫌いな食べ物はバナナである[15]。2015年にカレーライス嫌いを克服したと語っている[15]。
- 幼稚園の時から中学生のころまでピアノをやっており、小学校と中学校では器楽部に入部し、管楽器やピアノの伴奏を担当していた[16]。
- エジプトのピラミッドやモアイ像の土台といった石積みを見るのが好きである。4000年前もの昔に、石だけで1 mmの隙間なく積まれていることにロマンを感じる[17]。銭湯や温泉巡りも好きだと語っている[18]。
- 昭和のアニメが好きである。また、高橋留美子作品も好きである[18]。
- 高校では自立のため一人暮らしをしていた[4]。

## 後任
大野の活動休止後、持ち役を引き継いだのは以下の通り。
| 後任       | 役名               | 作品                                                            | 代役・後任の初出演 |
| ---------- | ------------------ | --------------------------------------------------------------- | ------------------ |
| 陶山恵実里 | 伊達朱里           | 『ヘブンバーンズレッド』                                        | Ver.5.0.0以降      |
| 津田里穂   | セラペウム         | 『崩壊3rd』                                                     | Ver.8.0以降        |
| 久野美咲   | 叢裂               | 『リバースブルー×リバースエンド』                               | 2025年2月28日以降  |
| 久野美咲   | マイナス           | 『リバースブルー×リバースエンド』                               | 2025年2月28日以降  |
| 広瀬世華   | フロッケ・チェルハ | 『レスレリアーナのアトリエ 〜忘れられた錬金術と極夜の解放者〜』 | 2025年2月28日以降  |

## 出演
太字はメインキャラクター。

### テレビアニメ
2016年
- テイルズ オブ ゼスティリア ザ クロス（民衆）
- タイムトラベル少女〜マリ・ワカと8人の科学者たち〜（園児）
- 一人之下 the outcast（男の子B）
- TRICKSTER -江戸川乱歩「少年探偵団」より-（伊達小宇宙、伊集院梨々香）
- 灼熱の卓球娘（客）

2017年
- アイカツスターズ!（2017年 - 2018年、小倉渚、女性、生徒、紗綾）
- 天使の3P!（五島潤）
- 18if（タマキ）
- このはな綺譚（柚）

2018年
- ポプテピピック（猫か犬）
- 斉木楠雄のΨ難（くみこ）
- 魔法少女サイト（朝霧彩）
- クレヨンしんちゃん（園児D）
- 刀使ノ巫女（柳瀬詩織）
- 音楽少女（雪野日陽）
- ゆらぎ荘の幽奈さん（少女〈まおちゃん〉）
- ユリシーズ ジャンヌ・ダルクと錬金の騎士（ジャンヌ・ダルク）
- あかねさす少女（ユカリ）
- 愛玩怪獣

2019年
- 天華百剣 〜めいじ館へようこそ!〜（城和泉正宗）
- アフリカのサラリーマン（ウサギのアナウンサー）

2020年
- ＜Infinite Dendrogram＞-インフィニット・デンドログラム-（ネメシス）
- 継つぐもも（あざみ）
- かくしごと（相賀加代）
- Lapis Re:LiGHTs（カエデ）
- 魔王学院の不適合者 〜史上最強の魔王の始祖、転生して子孫たちの学校へ通う〜（2020年 - 2024年、マイア・ゼムト、黒服女子） - 3シリーズ

2021年
- 結城友奈は勇者である ちゅるっと!（国土亜耶）
- もっと!まじめにふまじめ かいけつゾロリ（マーサ）
- 結城友奈は勇者である -大満開の章-（国土亜耶）
- ルパン三世 PART6（エミ）

2022年
- デリシャスパーティ♡プリキュア（生徒）
- うちの師匠はしっぽがない（天神ちゃん）

2023年
- 人間不信の冒険者たちが世界を救うようです（リーネ）
- 転生貴族の異世界冒険録〜自重を知らない神々の使徒〜（パルマ、ギン）
- 異世界でチート能力を手にした俺は、現実世界をも無双する〜レベルアップは人生を変えた〜（空）
- ふしぎ駄菓子屋 銭天堂（大野藍花）
- スパイ教室
- るろうに剣心 -明治剣客浪漫譚- (2023)（2023年 - 2025年、三条燕） - 2シリーズ
- 星屑テレパス（鏡紗也）

2024年
- 結婚指輪物語（サフィラ）
- ブルーアーカイブ The Animation（ゲヘナ風紀委員）
- ニンジャラ（夕顔）
- 恋は双子で割り切れない（亀嵩璃々須）

2025年
- スライム倒して300年、知らないうちにレベルMAXになってました ～そのに～（ポンデリ）

### 劇場アニメ
- planetarian 〜星の人〜（2016年、男の子）
- 劇場編集版 かくしごと -ひめごとはなんですか-（2021年、相賀加代）

### Webアニメ
- planetarian 〜ちいさなほしのゆめ〜（2016年、男の子）
- マウスどうぶつえん（2017年 - 、パピヨンのゆうこ / マウスプロピンク）
- なぜなにデンドログラム（2019年 - 2020年、ネメシス）
- マウスどうぶつえん名作劇場（2020年、パピヨンのゆうこ）

### ゲーム
2015年
- ガーディアンクラッシュ（エレイン）
- シドストーリー（ラファエロ、フーディニ）

2016年
- オルタナティブガールズ（ベルル）
- ガーディアン・コーデックス（ケフレン）
- クイズRPG 魔法使いと黒猫のウィズ（トリテン・コロロ）
- 幻獣姫（スロウス）
- シドストーリー（パスカル）
- 戦国姫譚MURAMASA-雅-（足利義昭、太田資正、北条氏直）
- タワー オブ プリンセス（椿鬼）
- トリックスター 召喚士になりたい（こまち）
- 刻のイシュタリア（衛生兵長ナイチンゲール、神喰らう魔狼フェンリル）

2017年
- 真・女神転生 DEEP STRANGE JOURNEY
- 天空のクラフトフリート（キアーラ）
- V.D. -Vanishment Day- バニッシュメント デイ（真庭）
- 逆転オセロニア（茶々）
- 天華百剣 -斬-（城和泉正宗）
- WHITEDAY 〜学校という名の迷宮〜（如月ひな）
- モン娘☆は〜れむ（ルナティア）

2018年
- 装甲娘（シラハマ ルナ、ワシオ アンジュ、ホヅミ オリカ）
- 空と海が、ふれあう彼方（小笠原ちなみ）
- Death end re;Quest（明日風凛）
- CARAVAN STORIES（タタリン）
- アズールレーン（黒潮、親潮）
- キングスレイド（リリア）　
- 魔界ウォーズ（パンドラ）
- 結城友奈は勇者である 花結いのきらめき（2018年 - 2022年、国土亜耶）
- アトリエオンライン 〜ブレセイルの錬金術士〜（キャットニップ）

2019年
- アビス・ホライズン（マクシム・ゴーリキー、ミシシッピ、不知火）
- THE KING OF FIGHTERS ALLSTAR（リムルル）
- ファイアーエムブレム 風花雪月（フレン）
- SAMURAI SPIRITS（リムルル） - DLC追加キャラクター
- 侍魂オンライン-朧月伝-（リムルル）
- 音乐少女（雪野日阳）
- パズル&ドラゴンズ（リムルル）
- ブレイブソード×ブレイズソウル（天冥杖ハデス、天冥杖ハデス=ロスト、天冥槍ペルセポネ、ベルフェゴール=プリム）
- ブラウンダスト（シーラ）
- アッシュアームズ-灰燼戦線（B-4、ホイシュレッケ）

2020年
- Death end re;Quest2（明日風凛）
- 放置少女〜百花繚乱の萌姫たち〜（茶々、王翦）
- ビビッドアーミー（アリア）
- 装甲娘 ミゼレムクライシス（ホーネット）
- ファイアーエムブレム ヒーローズ（2020年 - 2023年、サラ、フレン）
- 星空鉄道とシロの旅（ノワール）

2021年
- BLUE REFLECTION TIE/帝（久野きらら）
- ラピスリライツ 〜この世界のアイドルは魔法が使える〜（カエデ）

2022年
- ヘブンバーンズレッド（2022年 - 2024年、伊達朱里〈初代〉）
- プロジェクトセカイ カラフルステージ! feat. 初音ミク（高木未羽）
- ソフィーのアトリエ2 〜不思議な夢の錬金術士〜（ノーム・デュモルティエ）
- ファイアーエムブレム無双 風花雪月（フレン）
- 城とドラゴン（ブラドラガール）
- ドールズフロントライン ニューラルクラウド（七花、ボニー）

2023年
- BLUE REFLECTION SUN/燦（久野きらら）
- ストリートファイター6（市民）
- レスレリアーナのアトリエ 〜忘れられた錬金術と極夜の解放者〜（2023年 - 2024年、フロッケ・チェルハ〈初代〉）

2024年
- 崩壊3rd（セラペウム〈初代〉）
- Death end re;Quest Code Z（アスカゼ・リン）
- リバースブルー×リバースエンド（叢裂〈初代〉、マイナス〈初代〉）

### ドラマCD
- 楠芽吹は勇者である Vol.1・2（2018年、国土亜耶[76]）
- MAUSU THEATER

### オーディオドラマ
- ピクチャーボイスドラマプロジェクト「VOISCAPE」（2022年、太田希）[77]
- いっしょぐらし ～妹系彼女編～（2023年、高崎彼方）

### デジタルコミック
- ラピスリライツ 私たちのPrelude（前奏曲）（2020年、カエデ）
- ぱちん娘。（2021年、友達A[78]）

### ラジオ
※はインターネット配信。
- アニメ探偵団3 （2015年 - 2017年、高知放送・和歌山放送）[79]
- らじお 此花亭へようこそ（2017年 - 2018年、音泉※）[80]
- 「魔法少女サイト」とある不幸な少女たちのラジオ（2018年、HiBiKi Radio Station※）[81]
- 大野柚布子のradioclub.jp（2020年、かつしかFM・ニコニコ動画※）
- RADIO VOISCAPE（2022年-、超!A&G+）

### テレビ番組
※はインターネット配信。
- オルコミ（2016年 - 2018年、ニコニコ生放送※）
- 天使の3Ｐ!ニコ生♪活動日誌（2017年 - 2018年、ニコニコ生放送※）
- 天華百剣 -斬- -生-（2017年 - 、YouTube Live※）
- このはな綺譚 仲居特番「狐っ娘たちのおもてなし」（2017年、ニコニコチャンネル※）[82]
- コノハナろっくチャレンジ（2020年、YouTube※）

### その他コンテンツ
- パーラービーズ『カラフルビーズ たっぷりセット』2016 TVCMナレーション
- ガストショップ マスコットキャラクター（2019年、がすとちゃん[83]）
- dアニメストア インフィニット・デンドログラム 録りおろしボイス / ボイス付き きせかえ（2020年、ネメシス）

## ディスコグラフィ

### キャラクターソング
| 発売日   | 商品名                                                                                       | 歌 | 楽曲 | 備考                                                                                            |
| 2017年   | 2017年                                                                                       | 2017年 | 2017年 | 2017年                                                                                          |
| -------- | -------------------------------------------------------------------------------------------- | --- | --- | ----------------------------------------------------------------------------------------------- |
| 3月15日  | 覚醒〜Alternative Heart〜                                                                    | ベルル（大野柚布子）                                                                                       | 「ベルベル モルモル パヤミント」                                                                                           | ゲーム『オルタナティブガールズ』関連曲                                                          |
| 7月26日  | 羽ばたきのバースデイ                                                                         | Baby's breath                                                                                              | 「羽ばたきのバースデイ」                                                                                                   | テレビアニメ『天使の3P!』オープニングテーマ                                                     |
| 7月26日  | 羽ばたきのバースデイ                                                                         | Baby's breath                                                                                              | 「BLUE TEARS」 | テレビアニメ『天使の3P!』関連曲                                                                 |
| 8月23日  | 楔                                                                                           | Baby's breath                                                                                              | 「楔」 | テレビアニメ『天使の3P!』エンディングテーマ                                                     |
| 8月23日  | 楔                                                                                           | Baby's breath                                                                                              | 「Baby's place」 | テレビアニメ『天使の3P!』関連曲                                                                 |
| 9月27日  | TVアニメ『天使の3P!』Three Angels Complete Album ♪                                           | Baby's breath                                                                                              | 「深海プリズナー」 「HOWLING」 「大切がきこえる」 「INNOCENT BLUE」 「ファーストテイク」 「大切がきこえる 双龍島アレンジ」 | テレビアニメ『天使の3P!』挿入歌                                                                 |
| 9月27日  | TVアニメ『天使の3P!』Three Angels Complete Album ♪                                           | Baby's breath                                                                                              | 「モノクローム果樹園」 | テレビアニメ『天使の3P!』関連曲                                                                 |
| 10月3日  | 天使の3P! BD・DVD第1巻特典CD                                                                 | Baby's breath                                                                                              | 「STAND UP!」 | テレビアニメ『天使の3P!』関連曲                                                                 |
| 11月2日  | 天使の3P! BD・DVD第2巻特典CD                                                                 | Baby's breath                                                                                              | 「LOVER SOUL」 | テレビアニメ『天使の3P!』関連曲                                                                 |
| 12月2日  | 天使の3P! BD・DVD第3巻特典CD                                                                 | Baby's breath                                                                                              | 「Believe In…Myself」 | テレビアニメ『天使の3P!』関連曲                                                                 |
| 12月13日 | 此花亭の四季                                                                                 | 此花亭仲居の会                                                                                             | 「春ウララ、君ト咲キ誇ル」                                                                                                 | テレビアニメ『このはな綺譚』エンディングテーマ                                                  |
| 12月13日 | 此花亭の四季                                                                                 | 柚（大野柚布子）、皐（秦佐和子）                                                                           | 「雪華煌めく家路にて」 | テレビアニメ『このはな綺譚』エンディングテーマ                                                  |
| 2018年   |                                                                                              | | |                                                                                                 |
| 1月10日  | おりじなるさうんどとらっく                                                                   | 柚（大野柚希子）                                                                                           | 「四時・草の縁」 | テレビアニメ『このはな綺譚』エンディングテーマ                                                  |
| 5月3日   | Brand New Stage                                                                              | Baby's breath.                                                                                             | 「Brand New Stage」 「Hail to reason」                                                                                     | テレビアニメ『天使の3P!』関連曲                                                                 |
| 6月6日   | ON STAGE LIFE                                                                                | 音楽少女                                                                                                   | 「ON STAGE LIFE」 | テレビアニメ『音楽少女』挿入歌                                                                  |
| 6月6日   | ON STAGE LIFE                                                                                | 音楽少女                                                                                                   | 「ON STAGE LIFE (Taishi ReMix)」                                                                                           | テレビアニメ『音楽少女』関連曲                                                                  |
| 6月20日  | 赤イ涙の先                                                                                   | 朝霧彩（大野柚希子）                                                                                       | 「赤イ涙の先」 | テレビアニメ『魔法少女サイト』関連曲                                                            |
| 6月20日  | 赤イ涙の先                                                                                   | 朝霧彩（大野柚希子）                                                                                       | 「もしアナタが 消えようとも」                                                                                              | テレビアニメ『魔法少女サイト』挿入歌                                                            |
| 7月25日  | お願いマーガレット                                                                           | 音楽少女                                                                                                   | 「お願いマーガレット」 | テレビアニメ『音楽少女』挿入歌                                                                  |
| 7月25日  | お願いマーガレット                                                                           | 雪野日陽（大野柚希子）                                                                                     | 「お願いマーガレット」 | テレビアニメ『音楽少女』挿入歌                                                                  |
| 7月25日  | お願いマーガレット                                                                           | 雪野日陽（大野柚希子）                                                                                     | 「universe melody」 | テレビアニメ『音楽少女』関連曲                                                                  |
| 8月8日   | シャイニング・ピース                                                                         | 音楽少女                                                                                                   | 「シャイニング・ピース」                                                                                                   | テレビアニメ『音楽少女』エンディングテーマ                                                      |
| 8月8日   | シャイニング・ピース                                                                         | 音楽少女                                                                                                   | 「シャイニング・ピース (Taishi ReMix)」                                                                                    | テレビアニメ『音楽少女』関連曲                                                                  |
| 9月5日   | 闇を切り咲く華                                                                               | 城和泉正宗（大野柚布子）、桑名江（高橋李依）、牛王吉光（千菅春香）、小烏丸（大和田仁美）、七香（白石晴香） | 「闇を切り咲く華」 | ゲーム『天華百剣 -斬-』関連曲                                                                   |
| 9月5日   | 闇を切り咲く華                                                                               | 城和泉正宗（大野柚布子）                                                                                   | 「闇を切り咲く華」 | ゲーム『天華百剣 -斬-』関連曲                                                                   |
| 9月26日  | シャイニング・ピーシーズ                                                                     | 音楽少女                                                                                                   | 「シャイニング・ピース」                                                                                                   | テレビアニメ『音楽少女』挿入歌                                                                  |
| 9月26日  | シャイニング・ピーシーズ                                                                     | 雪野日陽（大野柚希子）                                                                                     | 「シャイニング・ピース」                                                                                                   | テレビアニメ『音楽少女』関連曲                                                                  |
| 10月31日 | 音楽少女 BD第2巻特典CD                                                                       | 西尾未来（岡咲美保）、雪野日陽（大野柚布子）、具志堅シュープ（島袋美由利）                                 | 「happy ice cream」 | テレビアニメ『音楽少女』関連曲                                                                  |
| 2019年   |                                                                                              | | |                                                                                                 |
| 4月17日  | 百華繚乱                                                                                     | 城和泉正宗（大野柚布子）、桑名江（高橋李依）、牛王吉光（千菅春香）、小烏丸（大和田仁美）、七香（白石晴香） | 「久遠に咲く華」 | ゲーム『天華百剣 -斬-』関連曲                                                                   |
| 9月14日  | たのしもーるガストリア創刊号                                                                 | がすとちゃん（大野柚布子）、子がすとちゃん（菅野真衣）                                                     | 「一陣の風」 「令和新時代！ガストちゃん音頭 〜お布施握って並んで待つですの！〜」                                           | 「ガストショップ」関連曲                                                                        |
| 11月20日 | 紅、華を咲かせて                                                                             | 御華見衆 椿組                                                                                              | 「紅、華を咲かせて」 | テレビアニメ『天華百剣 〜めいじ館へようこそ！〜』主題歌                                         |
| 11月20日 | 紅、華を咲かせて                                                                             | 御華見衆 椿組                                                                                              | 「椿組名物帳」 | テレビアニメ『天華百剣 〜めいじ館へようこそ！〜』関連曲                                         |
| 11月20日 | 紅、華を咲かせて                                                                             | 城和泉正宗（大野柚布子）                                                                                   | 「紅、華を咲かせて」 | テレビアニメ『天華百剣 〜めいじ館へようこそ！〜』関連曲                                         |
| 2020年   |                                                                                              | | |                                                                                                 |
| 2月5日   | START the MAGIC HOUR                                                                         | この花は乙女                                                                                               | 「いのち短し、繚乱乙女」 「私の初恋をこの花に捧ぐ」                                                                        | ゲーム『ラピスリライツ 〜この世界のアイドルは魔法が使える〜』関連曲                             |
| 4月29日  | 百華繚乱 弐                                                                                  | 御華見衆 椿組                                                                                              | 「華よ心々から」 | ゲーム『天華百剣 -斬-』関連曲                                                                   |
| 4月29日  | 百華繚乱 弐                                                                                  | ざんなまぁ〜ず♪                                                                                            | 「ざんなまのうた♪」 | ゲーム『天華百剣 -斬-』関連曲                                                                   |
| 7月8日   | 私たちのSTARTRAIL/プラネタリウム                                                             | ラピスリライツ・スターズ                                                                                   | 「私たちのSTARTRAIL」 | テレビアニメ『Lapis Re:LiGHTs』オープニングテーマ                                               |
| 12月23日 | SKY FULL of MAGIC                                                                            | この花は乙女                                                                                               | 「からくれ*ナイトフィーバー」                                                                                              | テレビアニメ『Lapis Re:LiGHTs』挿入歌                                                           |
| 12月23日 | SKY FULL of MAGIC                                                                            | この花は乙女                                                                                               | 「アステリズム」 | ゲーム『ラピスリライツ 〜この世界のアイドルは魔法が使える〜』関連曲                             |
| 12月23日 | SKY FULL of MAGIC                                                                            | ラピスリライツ・スターズ                                                                                   | 「私の名は、光。」 | ゲーム『ラピスリライツ 〜この世界のアイドルは魔法が使える〜』関連曲                             |
| 2021年   |                                                                                              | | |                                                                                                 |
| 2月24日  | 魔王学院の不適合者 〜史上最強の魔王の始祖、転生して子孫たちの学校へ通う〜 BD・DVD第6巻特典CD | アノス・ファンユニオン                                                                                     | 「世界が愛に満ちるように」                                                                                                 | テレビアニメ『魔王学院の不適合者 〜史上最強の魔王の始祖、転生して子孫たちの学校へ通う〜』挿入歌 |
| 7月21日  | 百華繚乱 参                                                                                  | 御華見衆 椿組                                                                                              | 「結絆華」 | ゲーム『天華百剣 -斬-』関連曲                                                                   |
| 7月21日  | 百華繚乱 参                                                                                  | ざんなまぁ〜ず♪                                                                                            | 「結絆華」 | ゲーム『天華百剣 -斬-』関連曲                                                                   |
| 2022年   |                                                                                              | | |                                                                                                 |
| 10月26日 | Everlasting Magic                                                                            | この花は乙女                                                                                               | 「夕涼みの花影」 | ゲーム『ラピスリライツ 〜この世界のアイドルは魔法が使える〜』関連曲                             |

### その他参加楽曲
| 発売日         | 商品名                | 歌                   | 楽曲                                     | 備考 |
| -------------- | --------------------- | -------------------- | ---------------------------------------- | ---- |
| 2017年10月30日 | MAUSU THEATER Vol.015 | 大野柚布子           | 「マジカル・ミステリー・フューチャー！」 |      |
| 2018年10月31日 | MAUSU THEATER Vol.027 | 大野柚布子           | 「DROP THE WORLD」                       |      |
| 2019年5月4日   | PiecePiecePiece       | 小島幸子、大野柚布子 | 「hot milk」                             |      |

### ユニットメンバー
1. 1 2  五島潤（大野柚布子）、紅葉谷希美（遠藤ゆりか）、金城そら（古賀葵）
2. ↑  柚（大野柚布子）、皐（秦佐和子）、棗（諏訪彩花）、蓮（久保田梨沙）、櫻（加隈亜衣）、桐（沼倉愛美）
3. 1 2 3  金時琴子（Lynn）、迎羽織（小倉唯）、迎桐（上坂すみれ）、千歳ハル（沼倉愛美）、熊谷絵里（瀬戸麻沙美）、竜王更紗（渕上舞）、箕作沙々芽（高橋花林）、西尾未来（岡咲美保）、雪野日陽（大野柚布子）、具志堅シュープ（島袋美由利）、諸岡ろろ（江口菜子）
4. ↑  金時琴子（Lynn）、迎羽織（小倉唯）、迎桐（上坂すみれ）、千歳ハル（沼倉愛美）、熊谷絵里（瀬戸麻沙美）、竜王更紗（渕上舞）、箕作沙々芽（高橋花林）、西尾未来（岡咲美保）、雪野日陽（大野柚布子）、具志堅シュープ（島袋美由利）、諸岡ろろ（江口菜子）、山田木はなこ（深川芹亜）
5. 1 2 3  城和泉正宗（大野柚布子）、桑名江（高橋李依）、牛王吉光（千菅春香）、小烏丸（大和田仁美）、七香（白石晴香）
6. 1 2 3  ナデシコ（本泉莉奈）、ツバキ（鈴木亜理沙）、カエデ（大野柚布子）
7. 1 2  ゆうぽん（大野柚布子）、はるにゃん（白石晴香）、あおちゃん（古賀葵）
8. 1 2  ティアラ（安齋由香里）、ロゼッタ（久保田梨沙）、ラヴィ（向井莉生）、アシュレイ（佐伯伊織）、リネット（山本瑞稀）、アンジェリカ（雨宮夕夏）、ルキフェル（松田利冴）、ナデシコ（本泉莉奈）、ツバキ（鈴木亜理沙）、カエデ（大野柚布子）、ラトゥーラ（早瀬雪未）、シャンペ（広瀬世華）、メアリーベリー（赤尾ひかる）、エミリア（星乃葉月）、あるふぁ（嶺内ともみ）、サルサ（篠原侑）、ガーネット（中山瑶子）、ユエ（桜木夕）、ミルフィーユ（奥紗瑛子）、フィオナ（伊藤はるか）
9. ↑  エレン・ミハイス（石原夏織）、ジェシカ・アーネート（朝日奈丸佳）、マイア・ゼムト（大野柚布子）、ノノ・イノータ（白石晴香）、シア・ミンシェン（宮本侑芽）、ヒムカ・ホウラ（鈴代紗弓）、カーサ・クルノア（嶺内ともみ）、シェリア・ニジェム（雨宮夕夏）

### シリーズ一覧
1. ↑  第1期（2020年）、第2期『II』第1クール（2023年）、第2期『II』第2クール（2024年）
2. ↑  第1期『序幕東京』（2023年）、第2期『京都動乱』（2024年 - 2025年）